# Renzo Pi Hugarte
Renzo Wifredo Pi Hugarte (Durazno, 23 de noviembre de 1934 - Montevideo, 15 de agosto de 2012) fue un antropólogo, profesor universitario y escritor uruguayo. Se lo considera, junto con Daniel Vidart uno de los fundadores de la Antropología como disciplina en el Uruguay.

## Biografía
Nació en 1934 en Durazno, Uruguay, hijo de criollos, con ascendencia catalana y vasca. Realizó estudios en la Facultad de Derecho de la Universidad de la República. En ese ámbito se orientó a las ciencias sociales, desarrollando junto a otros el Instituto de Ciencias Sociales dentro de la Facultad de Derecho. Realizó también sus primeras investigaciones de campo etnográficas sobre los caseríos rurales, en el marco del programa de Extensión Universitaria. Un viaje de exploración a la Amazonia en 1956 lo convenció de su inclinación por la Antropología.
Fue amigo, colaborador y traductor del antropólogo brasileño Darcy Ribeiro, quien lo convenció de profundizar sus estudios en Francia. Estudió Antropología Cultural en la Sorbona en París, de donde no se pudo graduar debido a los sucesos de mayo de 1968 en Francia; entre sus profesores se contaron André Leroi-Gourhan y Claude Levi-Strauss.
Al volver a Uruguay publicó la que iba a ser su tesis de grado en París, un libro seminal en su campo, "El Uruguay Indígena", en la colección Nuestra Tierra. Un año después junto a Daniel Vidart publica en la misma colección "El legado de los inmigrantes", donde analiza la forma en que los "orientales" se convirtieron en los "uruguayos" mediante la incorporación de varias corrientes inmigratorias.
En los 70 y 80 desarrolló su tarea de investigación en Uruguay y en varios países latinoamericanos como Argentina, Perú y Ecuador, donde vivió diez años, exiliado durante la Dictadura uruguaya de 1973-1984. 
Al restaurarse la democracia, volvió con su familia a Uruguay, donde dictó clases en la Facultad de Humanidades. y llegó a ser Profesor Titular grado 5, y director del Área de Ciencias Antropológicas. Su nombre siempre fue referencia ineludible en su especialidad y en diversas áreas: inmigración, integración latinoamericana, derechos humanos, indigenismo; respecto de este tema, tuvo una postura esclarecedora respecto del supuesto predominio charrúa en la antigua Banda Oriental.
En los años 90 centra su atención en los fenómenos de religiosidad popular en Uruguay, especialmente los cultos afro-brasileños, sobre los que publica "Los cultos de posesión en el Uruguay"; y también las iglesias pentecostales brasileñas y su penetración en el país.
En 1990 coordina la colección "Nuestras Raíces", donde varios investigadores analizan las diversas corrientes migratorias que conforman el Uruguay moderno.
En 1992 vuelve al tema de los pueblos originarios de Uruguay con una obra más ambiciosa, "Los indios del Uruguay", parte de la colección publicada por MAPFRE sobre los pueblos indígenas de América. Luego volvería al tema con "Historias de aquella gente gandul", donde retrata de manera amena y accesible varias historias de la dura y violenta interacción entre los españoles y los indios del territorio de la Banda Oriental en la época de la conquista.
En 2007, Pi Hugarte y su colega y amigo Daniel Vidart fueron declarados Ciudadanos Ilustres de Montevideo.
Tuvo tres hijos: Laura, Alejandro y Carmen.

## Obras
- El Uruguay Indígena, Nuestra Tierra, Montevideo, 1969.[2]
- El legado de los inmigrantes Archivado el 15 de mayo de 2013 en Wayback Machine. (con Daniel Vidart), Nuestra Tierra, Montevideo, 1969-1970.[2]
- Los indios del Uruguay, MAPFRE, España, 1992.[1]
- Los cultos de posesión en el Uruguay, Banda Oriental, 1995
- Historias de aquella "gente gandul". Españoles y criollos vs. indios en la Banda Oriental, EUDECI/Fin de Siglo, 1999